# Електрическа енергия
Електрическа енергия или съкратено електроенергия е енергията на електромагнитното поле, произведена с цел използване в практиката. Електроенергията се доставя от електрически мрежи СВН, ВН, СН, НН. Нейната стойност като мощност зависи от това колко ефективен е източникът, който я създава и начинът на пренос и преобразуване.

## Производство
Основните принципи на производство на електричество са открити в периода между 1820 и 1830 г. от английския учен Майкъл Фарадей. Неговият метод се използва и до днес: електричеството се получава при движение на проводник между полюсите на магнит. 
Производството на електроенергия става в електрически централи чрез преработване на първични енергоносители – въглища, ядрено гориво, воден потенциал и други. В сърцевината на почти всяка електрическа централа стои електрически генератор, преобразуващ енергията от природен ресурс: механична енергия от налягането на водата (ВЕЦ), топлината на изгаряното гориво, силата на вятъра, на приливната вълна и на течението на реките в електрическа енергия. Произведената електрическа енергия се трансформира и пренася по изградена преносна система до местата, където се осъществява нейното разпределение и довеждане до краен потребител – стопански субект или битов потребител.

## Преобразуване
Възможностите на техническите средства да преобразуват електрическата енергия в процеса производство-пренос-потребление е причината ползването на електрическата енергия да намира приложение във всички сфери на живота. Развитието на комуникациите и информатиката са невъзможни без използването на електрически ток.
Преобразуването на електрическата енергия се осъществява чрез електромеханични технически средства, статични електромагнитни устройства с две или повече индуктивно свързани намотки , електрохимични процеси или такива реализирани в схеми от активни и пасивни електронни градивни елементи. Конструкцията на преобразувателите е тясно свързана с преобразуваната електрическа мощност и обикновено са стационарно електрическо оборудване или такова изградено от системи без движещи се части. Независимо от принципа и използваните технически средства, преобразувателите трябва да обезпечават висок КПД при извършваните преобразувания. Чрез такива технически средства се извършва промяната на типът електрически ток – постоянен електрически ток (на английски: direct current), с международно обозначение DC и променлив електрически ток (на английски: alternating current), с международно означение АС, или едновременно и характерът и параметрите на електрическата енергия постъпила от източника. Под управлението на електронни схеми, в т. ч. и под микропроцесорно управление, преобразувателите позволяват в много широк диапазон и точно да се променят работните обороти или работните режими за постигане на точно изпълнение на технологическите и качествените изисквания в промишлените производства при металообработката, хранително-вкусовата, леката и тежката промишленост. С използване на постиженията в полупроводниковата техника вече е възможно да се реализират управленията на мощни електрически двигатели на транспортни и други машини, осъществяват се изключително прецизни подавателни задвижвания чрез управлението на високомоментни електрически двигатели или такива работещи с голям диапазон на работните обороти, използвани за главното задвижване на металообработващи или други машини. Чрез преобразуване на електрическата енергия се управляват и осъществяват редица процеси в електрохимията, а посредством преобразуването по напрежение и честота е възможно използването на електрическа енергия със значителна мощност (със стотици киловати) за прецизно управление на сложни процеси в металургията и термичните процеси при закаляването чрез т.нар. индукционно нагряване. 

## Приложения
Електрическата енергия е особен вид енергиен източник, който намира широко приложение в почти всички сфери на икономиката, комуналната област и домакинствата. Тя може да се преобразува в различни други видове енергия – като топлинна енергия, механична енергия и притежава свойства, характерни само за нея. За разлика от други енергоносители, като например природен газ, въглища, течни горива и други, електрическата енергия не може да се складира или съхранява, а се консумира пряко от потребителите. Това налага системата, посредством която
продуктът достига до крайния потребител, да бъде постоянно „балансирана“, т.е. при промени в потреблението да се включват/изключват производствени мощности.
Продуктът „електрическа енергия“ се използва за промишлени цели по следния начин:
- задвижване на апарати, машини и съоръжения;
- технологични процеси, свързани с гореща обработка на метали – заваряване, пещи за топене, съоръжения за термообработка и др.;
- електрохимични процеси – металургични и химически процеси
- Телекомуникации
- осветление